# Satkau
Satkau ist ein Ortsteil der Gemeinde Clenze im niedersächsischen Landkreis Lüchow-Dannenberg.
Das Dorf liegt nordwestlich vom Kernbereich von Clenze zwischen der nördlich verlaufenden B 493 und der B 71. Zwischen Satkau und Clenze liegt die Clenzer Schweiz.

## Geschichte
Am 1. Juli 1972 wurde Satkau in die Gemeinde Clenze eingegliedert.